# Прекрасный поход (фильм, 1963)
«Прекрасный поход» (чеш. Spanilá jízda) — чехословацкий исторический фильм, снятый режиссером Олдржихом Данеком на студии «Barrandov Studio» в 1963 году.
Другое название фильма «Испанская жизда». Название фильма в англоязычном прокате — «Beautiful Ride»  или  «The Nuremberg Campaign». В ГДР фильм был известен как «Hussitenritt».

## Сюжет
Фильм повествует о событиях, происходивших в период Гуситских войн. Гуситская армия, под командованием Прокопа Великого успешно противостоит крестоносцам, возглавляемых кардиналом Генри Бофортом. В рядах крестоносцев находится Эшвейлер из Гогенбаха. Эшвейлер убил семью Ондржея и похитил его невесту Анку. Ондржей присоединяется к гуситам, чтоб отомстить Эшвейлеру. В битве при Тахово (1427) гуситы обращают в бегство крестоносцев.

Три года спустя Ондржей становится опытным солдатом. Он присоединяется к походу на Баварию. Гуситы берут один город за другим. Ондржей пытается найти Эшвейлера, но его никто не знает. Гуситы приближаются к Нюрнбергу.
Фридрих  Гогенцоллерн пытается вести переговоры с гуситами. Он обещает пропустить в Нюрнберг 15 гуситов. Ондржей - один из них. Ондржей наконец находит Эшвейлера. Он узнает, что Эшвейлер изнасиловал Анку и, она умерла родив сына. Он показывает Ондржею ее могилу, где он нападает на него, но Ондржей убивает его.
 
Армия гуситов окружена армией, посланной Фридрихом Гогенцоллерном. Гуситы так и не достигли Нюрнберга...

## В ролях
- Петр Костка— Ондрежей
- Иржи Вала — Эшвейлер из Гогенбаха
- Микаэла Лохниска — Катрусе
- Ярослав Пруха — Микес
- Мартин Ружек — Прокоп Великий
- Иржи Голы — князь Йира
- Карел Хёгер — кардинал Генри Бофорт
- Власта Фиалова — Альзбета Гогенцоллерн
- Вацлав Шпидла — Фридрих  Гогенцоллерн
- Отакар Броусек — Эркингер
- Ярослава Твржникова — Анка, невеста Ондржея
- Владимир Стач — Одраны
- Олдрих Велен — Уолрам
- Олдрих Яновский — Зигмунд
- Ян Скопечек — Венкован
- Иржи Брдека — Мних
- Франтишек Власил — Хейсек
- Ярослав Крис — Якуб
- Иржи Белохоубек — Хусита
- Йозеф Брадак — Пуркраби
- Йиндрих Гейдельберг — Слехтик

## в эпизодах
Ярослав Маран, Ярослав Бочек, Зденек Подскальский, Франтишек Врба, Леос Сухарипа, Ладислав Дразан, Ярослав Дрбоглав, Йозеф Файта, Ладислав Гжела, Франтишек Халмазна, Владимир Линка, Магда Мадерова, Франтишек Нечиба, Карел Спорик.

## Съёмочная группа
- режиссёр — Олдржих Данек
- продюсер — Вера Кадлецова
- сценарист — Олдржих Данек
- композитор — Ян Ф. Фишер
- оператор — Йозеф Иллик
- монтажеры — Йозеф Добриховский, Рузена Хейскова
- производственный дизайнер — Богуслав Кулич
- гримеры — Мари Дзбанкова, Франтишек Гавличек, Станислав Петрек
- художник — Вера Лизнерова
- звукорежиссёр — Франтишек Фабиан
- прочие — Йозеф Яноусек, Бедрич Кубала, Ладислав Новотный

## Распространение
Официальный дистрибьютер по прокату фильма является Ústřední půjčovna filmů